# 화산멧밭쥐
화산멧밭쥐(Reithrodontomys chrysopsis)는 비단털쥐과에 속하는 설치류의 일종이다. 멕시코에서만 서식하는 것으로 알려져 있다.